# Bathyergus suillus
Bathyergus suillus är en däggdjursart som först beskrevs av Johann Christian Daniel von Schreber 1782.  Bathyergus suillus ingår i släktet strandgrävare och familjen mullvadsgnagare. Inga underarter finns listade.

## Utseende
Arten är med en genomsnittlig kroppslängd (huvud och bål) av 280 mm längre än den andra strandgrävaren. Dessutom finns en kort svans. Den ulliga pälsen har på ovansidan en kanelbrun färg med några ljusa hår inblandade vilka har särskilt bra känselsinne. Hos några individer förekommer ett mörkare band på ryggens topp. Undersidan är täckt av gråaktig päls. Vid munnen finns ljusa strimmor och ibland finns ljusa markeringar på bakhuvudet. Bathyergus suillus saknar yttre öron och har en ljus fläck vid hålet till innerörat. Kring varje öga förekommer en ljus ring. Den korta svansen är täckt med ljusbruna styva hår. För att gräva har arten kraftiga klor vid framtassarna. Kännetecknande är dessutom en ränna i de övre framtänderna.

## Utbredning och ekologi
Denna strandgrävare förekommer i sydvästra och södra Sydafrika. Arten vistas i sanddyner vid kusten. Den vistas även i urbaniserade områden som trädgårdar, golfplatser och tennisplatser. Individerna lever utanför parningstiden ensam. Honor föder upp till sex ungar per kull.
Bathyergus suillus skapar underjordiska tunnelsystem. De har vanligen inte lika många förgreningar som hos andra underjordisk levande däggdjur i samma region. Tunnlarna ligger oftast 35 till 65 cm under markytan och de har en diameter av 15 till 22 cm. Boets gångar kan tillsammans vara 420 meter långa. Dessutom finns en eller flera kamrar som fodras med gräs och andra växtdelar. Från denna del grävs oftast en säkerhetstunnel till upp till 2 meter djup där individen gömmer sig vid fara. I andra återvändsgränder lämnas avföring och urin. Tunnelsystemet kan överlappa men bon från Cryptomys hottentotus eller från jordborrare (Georychus capensis), men de ligger på olika djup.
Arten äter olika gröna växter som gräs, örter och medlemmar av familjen Restionaceae. Gnagaren gräver sig fram till rötterna och drar växten ner. Dessutom äts rötter, rotfrukter och andra underjordiska växtdelar. I sällsynta fall kommer Bathyergus suillus upp till markytan och äter där.
Bathyergus suillus trummar med bakfötterna på marken för att varna sina artfränder. Fortplantningen sker under tider med regnfall och dräktigheten varar uppskattningsvis två månader. Ungarna är vid födelsen blinda och väger 27 till 52 g. De öppnar sina ögon efter en vecka och börjar med fast föda efter två veckor. Efter cirka 30 dagar slutar modern helt med digivning. Ungefär 60 till 65 dagar efter födelsen lämnar ungarna honans bo. De kan skapa en förgrening i tunnlarna som sedan stängs eller de går över marken och börjar gräva på ett annat ställe.
Mullvadssnoken jagar även denna strandgrävare som är ett påfallande stort byte för ormen. Troligen faller Bathyergus suillus även offer för Kapkobran (Naja nivea). På markytan jagas den av medelstora rovdjur och av rovlevande fåglar. När gnagaren råkar gräva boet i en tillfällig torr flodbädd kan tunnlarna översvämmas vid nästa regnfall.

## Bathyergus suillusoch människor
Liksom mullvaden i Europa betraktas Bathyergus suillus som en plåga när den gräver i odlad mark eller under gräsmattor. Den bekämpas därför av tomtägare. Redan 1660 rekommenderades för europeiska hästägare att de ska rida på stigar som skapades av noshörningar för att undvika benbrott hos hästen. Annars kan de bryta genom det tunna skiktet ovanför strandgrävarens tunnlar. I mindre utsträckning används gnagarens kött som mat.
Arten förekommer i flera naturskyddsområden och beståndet anses vara stabilt. Internationella naturvårdsunionen (IUCN) kategoriserar arten globalt som livskraftig.